# Simon the Sorcerer II
Simon the Sorcerer II (voller Titel im englischen Original: Simon the Sorcerer II: The Lion, the Wizard and the Wardrobe) ist ein Computerspiel des britischen Entwicklungsstudios Adventure Soft. Das 1995 erschienene Point-and-Click-Adventure ist der zweite Teil der Computerspielreihe Simon the Sorcerer.

## Handlung
Im ersten Teil des Spiels hatte der Jugendliche Simon in einer von Magie geprägten Parallelwelt den bösen Zauberer Sordid besiegt. Dieser sinnt auf Rache. Mit Hilfe des Bauernjungen Runt transferiert Sordid seinen Geist in eine menschenähnliche Hülle und benötigt nun Simon, um endgültig in die Welt der Lebenden zurückzukehren. Er sendet einen magischen Teleporter in Form eines Schranks in Simons Welt, den dieser leichtsinnigerweise betritt und in Sordids Parallelwelt teleportiert wird – allerdings nicht in die Todesfestung des Zauberers, sondern in ein mittelalterliches Städtchen. Der dort ansässige Zauberer Calypso, den Simon im ersten Teil des Spiels gerettet hatte, weist Simon darauf hin, dass er für die Rückkehr in seine Welt einen Treibstoff namens „BedFull“ (eine Anspielung auf Red Bull, im englischsprachigen Original „mucusade“, ein Kofferwort aus „mucus“ (Schleim) und Lucozade) finden müsse, den der König möglicherweise vorrätig habe. Simon kann den gesuchten Treibstoff ergattern, wird aber auf dem Rückweg von Piraten entführt und strandet nach einem Schiffbruch auf einer scheinbar einsamen Insel. Ihm gelingt die Rückkehr zu Calypsos Magiezubehörladen, jedoch hat Sordid in der Zwischenzeit den Teleporter-Schrank sabotiert und Calypsos Enkelin Alix entführt.
Simon macht sich auf zu Sordids Schloss, wo er von Runt gefangen genommen wird. Sordid transferiert seinen Geist in Simons Körper und Simons Geist in die menschenähnliche Hülle. In der Gestalt von Simon bringt Sordid Calypso dazu, ihn mittels des reparierten Schranks in Simons Welt zu teleportieren. Nachdem der Irrtum aufgeklärt ist, endet das Spiel mit einem Cliffhanger, der im 2002 erschienenen Nachfolgespiel Simon the Sorcerer 3D aufgegriffen wird.

## Spielprinzip und Technik
Bei Simon the Sorcerer II handelt es sich um ein 2D-Adventure. Aus handgezeichneten Sprites zusammengesetzte Figuren agieren vor ebenfalls handgezeichneten Kulissen. Es handelt sich um ein Point-and-Click-Adventure: Mit der Maus kann der Spieler den Spielcharakter Simon durch das Anklicken von Ausgängen durch die Örtlichkeiten bewegen und darüber hinaus über ein durch Schaltflächen dargestelltes Befehlsmenü Aktionen einleiten, die den Spielcharakter mit seiner Umwelt interagieren lassen. Simon kann so Gegenstände finden, sie auf die Umgebung oder andere Gegenstände anwenden und mittels Single-Choice-Dialogen mit NPCs kommunizieren. Mit fortschreitendem Handlungsverlauf werden weitere Orte freigeschaltet, wobei das Spiel etwa den dreifachen Umfang des Vorgängers hat. Für den schnellen Wechsel zwischen Spielgebieten steht dem Spieler eine Landkarte bereit, auf der er Gegenden, die er besuchen möchte, anklicken kann. Eine Postkarte im Inventar des Spielers stellt die Funktionen zum Speichern und Laden von Spielständen bereit. Eine Highlight-Funktion zeigt auf Tastendruck Objekte, mit denen interagiert werden kann.
Das Spiel basiert auf derselben Spiel-Engine wie Simon the Sorcerer, Adventure Graphic Operating System (AGOS). Gegenüber dem Vorgängerspiel wurde das Befehlsmenü von Textbefehlen auf Piktogramme umgestellt, außerdem können Örtlichkeiten im zweiten Teil größer als der Bildschirm sein, wobei je nach Position der Spielfigur nach links oder rechts gescrollt wird. Während Simon 1 dem Spieler nach Art eines Open-World-Spiel den größten Teil der Spielwelt von Anfang an zur freien Erkundung überließ, ist Simon 2 in sequentiell freigeschaltete Abschnitte unterteilt. Die Grafik folgt wie beim Vorgänger dem VGA-Standard und bietet 256 Farben. Neben einer Sprachausgabe enthält das Spiel auch Hunderte die Spielszenen untermalende Soundeffekte, die der Datenbank eines Filmstudios entnommen wurden.
Ein Erkennungsmerkmal der Spieleserie ist ihr Humor, der sich zum großen Teil aus Anspielungen auf die Populärkultur sowie das Alltagsleben speist. In Simon the Sorcerer II werden unter anderem diverse Fantasy-Buchreihen und Märchen, aber auch die Fast-Food-Kette McDonalds oder das Rollenspielsystem Dungeons & Dragons verulkt. Im Gegensatz zum Vorgängerspiel setzt Simon 2 mehr auf selbstentwickelte Charaktere und weniger auf Märchenfiguren. Manche Figuren basieren auf Werken der Populärkultur, beispielsweise gibt es im Spiel eine Gruppe Hessisch sprechender Wäscherinnen, die aus einem Sketch der Komikergruppe Monty Python stammt, und drei Hexen, die Macbeth entnommen sind.

## Entwicklungs- und Veröffentlichungsgeschichte
Im Rahmen der Arbeit an Simon the Sorcerer hatte das Entwicklungsteam zahlreiche Ideen und Charaktere entwickelt, die aus Platzgründen nicht mehr in das Spiel passten. Eine Fortsetzung lag für das Team insofern auf der Hand. Eine Inspiration war das 1991 erschienene Monkey Island 2: LeChuck’s Revenge, das im Vergleich zum Vorgänger The Secret of Monkey Island grafisch und technisch fortgeschritten war. Die ersten Arbeiten am Skript von Simon the Sorcerer II begannen im August 1993, als das Vorgängerspiel noch nicht einmal veröffentlicht war. Die Entwicklungszeit betrug anderthalb Jahre. Während das finale Design von Simon 1 im Wesentlichen während des Entwicklungsprozesses stattfand, wurde das Skript für Simon II komplett vor Beginn der Produktion fertiggestellt. Gegenüber dem Vorgänger geriet das Spiel deutlich umfangreicher. Das Spiel beinhaltet etwa 80 Örtlichkeiten, die von etwa 100 NPCs bevölkert werden. Für das Spieldesign zeichnete der Sohn des Firmengründers Mike Woodroffe, Simon Woodroffe, verantwortlich, der zuvor bereits am Vorgängerspiel mitgearbeitet und das Skript für Elvira: Mistress of the Dark erstellt hatte. Der Score wurde von David Punshon geschrieben, der in den 1970er-Jahren Keyboarder der Rockband Babe Ruth gewesen war und später für die Musik von Spielen wie Gangsters oder Gangsters 2 verantwortlich zeichnete. Die Lokalisierung von Simon the Sorcerer II ins Deutsche übernahm wie beim Vorgänger die hessische Firma Sunflowers, die über 7000 gesprochene Sätze eindeutschen musste. Das Grafikteam, bestehend aus sieben Vollzeit-Angestellten, musste über 100 Hintergrundbilder und über 50.000 unterschiedliche Animationen erstellen.
Das Spiel erschien 1995 und wurde weltweit von Adventure Soft veröffentlicht. Es gab sowohl eine CD- als auch eine Diskettenversion; letztere enthielt aus Platzgründen keine Sprachausgabe. Zunächst erschien ausschließlich eine Fassung für Personal Computer mit dem Betriebssystem MS-DOS. Eine Fassung für den Heimcomputer Commodore Amiga war im selben Jahr der Presse vorgestellt worden, erschien aber erst 2001, als der Computer bei den System-Marktanteilen bereits keine Rolle mehr spielte. Seit April 2002 ist Simon the Sorcerer II mit Hilfe des Spiel-Engine-Emulators ScummVM auf modernen Betriebssystemen lauffähig. 2009 wurde eine Portierung des Spiels für mobile Endgeräte mit dem Betriebssystem iOS veröffentlicht, 2014 eine für Android.
Statt ein Nachfolgespiel zum erfolgreichen Simon the Sorcerer II zu entwickeln, entschloss sich Adventure-Soft-Geschäftsführer, ein neues Konzept anzugehen, was er 2018 retrospektiv als „eine der schlechtesten Entscheidungen der Firmengeschichte“ bezeichnete. Als nächstes Projekt erstellte die Firma das Adventure Floyd: Es gibt noch Helden, das finanziell wenig erfolgreich war. Ein Nachfolgespiel zu Simon the Sorcerer II wurde anschließend dann doch noch in Angriff genommen. Simon Woodroffe und Assistant Designer Andrew Brazier erstellten das Skript, und die Programmierung war laut Brazier noch etwa ein Jahr von einer spielbaren Version entfernt, als das Projekt ca. 2000 wegen geringer Marktchancen eingestellt wurde. Stattdessen wurde mit einem in einer dreidimensionalen Umgebung spielenden Nachfolgespiel begonnen, das 2002 erschien: Simon the Sorcerer 3D.
2018 veröffentlichte Adventure Soft Remaster der beiden ersten Simon-Teile. Die mit 25th Anniversary Edition untertitelten Windows-Spiele enthielten unter anderem verbesserte Grafiken und Änderungen am Interface und erschienen über die Vertriebsplattformen Steam und GOG.com.

### Sprecher
Viele der Sprecher wurden vom Vorgängerspiel übernommen. Da der Hauptcharakter Simon allerdings in Teil 2 um einige Jahre älter ist als in Teil 1, wurde im englischen Original statt Chris Barrie mit Brian Bowles ein neuer Sprecher rekrutiert. Mit steigender Popularität war Barrie für Adventure Soft darüber hinaus nicht mehr bezahlbar. In der deutschen Fassung wird Simon in Teil 1 wie in Teil 2 von Erik Borner gesprochen.
| Rolle      | Englischer Sprecher | Deutscher Sprecher |
| ---------- | ------------------- | ------------------ |
| Simon      | Brian Bowles        | Erik Borner        |
| Calypso    | Roger Blake         | Peter Bauer        |
| Sordid     | Roger Blake         | Peter Wenke        |
| Runt       | Roger Blake         |                    |
| Alex       | Jonell Elliot       |                    |
| Sekretärin | Jonell Elliot       |                    |
| Sumpfling  | Jon Haines          | Elke Schützhold    |
| Erzähler   |                     | Aart Veder         |

## Rezeption
Simon the Sorcerer II verkaufte sich gut; Ende 1999 waren über 600.000 Einheiten abgesetzt worden. Das Spiel erhielt zum allergrößten Teil positive Bewertungen. Die Rezensionsdatenbank Game Rankings aggregiert 4 Rezensionen zu einem Mittelwert von 86 %.
Der deutsche Amiga Joker stellte 1995 im Rahmen einer Vorschau heraus, dass sich die Simon-the-Sorcerer-Spiele im Hinblick auf das Interface deutlich an die Vorbilder von Lucas Arts anlehnten und dass Teil 2 der Simon-Serie ebenso wie der Lucas-Arts-Titel Monkey Island 2: LeChuck’s Revenge eine Interface-Evolution gegenüber dem Vorgänger aufzeige. Die PC Games stellte heraus, dass der Anteil an humorvollen Anspielungen auf die Populärkultur und das reale Leben in diesem Teil der Spieleserie den Anteil der Rätsel übersteige. Letztere hätten größtenteils Einsteigerniveau und seien stets logisch. Gelobt wurden insbesondere der Humor des Spiels sowie die deutsche Sprachausgabe; kritisiert wurden der Verzicht auf die technisch mögliche SVGA-Unterstützung sowie die veraltete Steuerung. Die Power Play sah ebenfalls deutliche Anleihen an LucasArts-Adventures. Das Magazin wertete, dass Simon the Sorcerer II in puncto Humor und Handlung das bereits positiv bewertete Vorgängerspiel übertreffe und darüber hinaus eine „tadellose“ deutsche Lokalisierung aufweise. Kritisiert wurde die unintuitive Steuerung. Der PC Joker lobte die vereinfachte Handhabung, die gegenüber dem Vorgänger einfacheren und logischeren Rätsel des Spiels, die „professionelle“ deutsche Sprachausgabe sowie die „exquisiten“ Soundeffekte.
Die britische PC Zone hob positive Änderungen gegenüber dem Vorgängerspiel hervor: Das „etwas primitive“ Befehlsmenü sei auf Piktogramme umgestellt worden, Grafik und Animationen seien deutlich verbessert worden, und die 80 Räumlichkeiten könnten nun jeweils mehrere Bildschirme groß seien. Die Charaktere seien noch besser ausgearbeitet als beim in dieser Hinsicht ohnehin schon herausragenden Vorgänger. Das britische Magazin Amiga CD32 Gamer hielt fest, dass Simon the Sorcerer II spieltechnisch mit dem Vorgänger identisch sei, aber mit „Unmengen von zusätzlichen Animationen, Interaktionen mit NPCs sowie Rätseln“ aufwarte.
Adventure Classic Gaming analysierte 1999 retrospektiv, dass der Humor des Spiels gegenüber dem des Vorgängers prinzipiell identisch sei, dass aber die Sprüche des Protagonisten provokanter daherkämen. Simons Sarkasmus und trockener Humor machten es „unmöglich, ihn nicht zu lieben“. Das Magazin merkte negativ an, dass die Grafiker sich beim Versuch, das Vorgängerspiel visuell zu übertreffen, in Details verzettelt und oftmals die Örtlichkeiten mit für die Handlung unwichtigen Details überfrachtet hätten. Dies würde aber durch das „ungewöhnliche“ Hotspot-Lighting (das Hervorheben möglicher Interaktionspunkte per Tastendruck) neutralisiert. Negativ angemerkt wurden auch technische Kleinigkeiten wie die Tatsache, dass Sprachausgabe und Untertitel nicht gleichzeitig verwendet werden können und dass keine Lautstärkenregelung für die Sprachausgabe möglich sei. Für das Fachmagazin Adventure Gamers erinnerte Redakteur Rob Franklin 2004, dass sich Simon 2 1995 im positiven Sinne angefühlt habe wie ein erweiterter Teil 1. Gleichzeitig habe sich Teil 2 „erwachsener“ angefühlt, verursacht durch den (nicht spielbaren) Prolog, das erneuerte Befehlsmenü und die Landkarte zur Navigation. Gelobt wurde das Ende des Spiels, das durch „schlaue Plot-Wendungen den Spieler nach mehr lechzen“ lasse. Franklin kritisierte, dass das knapp zwei Jahre zuvor von LucasArts eingeführte, von Adventure Soft aber ignorierte Bedienkonzept von Sam & Max Hit the Road das Simon-Spielerlebnis nochmals verbessert hätte. Vor allem aber ließ er sich negativ über den Sprecher der Hauptfigur Simon aus: Brian Bowles klinge wie „ein notgeiler, 12-jähriger Tony Blair“ und habe in Franklin regelmäßig den Wunsch ausgelöst, „(Simon) seinen dürren Hals umzudrehen“. Das Retro-Blog Hardcore Gaming 101 wertete hingegen 2010, dass auch Bowles den Charakter Simon gut darstelle. Seine Stimme sei lediglich etwas tiefer als die von Barrie. Bowles betone das freche Element in Simons Dialogen stärker, so dass Spieler, die Simons permanenten Sarkasmus bereits im ersten Teil abstoßend fanden, an Teil 2 noch weniger Gefallen finden würden. Redakteur Kurt Kalata lobte hingegen die Unmenge an absurden Nebenfiguren, die es dem Spieler unmöglich machten, sich nicht über sie zu amüsieren. Ungewöhnlich sei nur, dass fast alle Nebencharaktere übergroße, deformierte Köpfe hätten, was vermutlich lustig wirken solle, aber eher unangenehm sei. In Summe seien in Simon the Sorcerer II aber fast alle Kritikpunkte am Vorgängerspiel behoben worden.